# Galeria Thielska
A Galeria Thielska – em sueco: Thielska galleriet - é um museu e parque de pintura e escultura em Djurgården, na cidade sueca de Estocolmo.
A construção foi desenhada pelo arquiteto Ferdinand Boberg, estando pronta em 1907 para servir de residência ao banqueiro e colecionador de arte Ernest Thiel. Em 1924 o estado comprou o edifício que passou então a ser a Galeria Thielska.

## As coleções do museu
Possui uma das mais importantes coleções suecas de obras de arte do período 1890-1910, com particular destaque para Bruno Liljefors, Edvard Munch, Eugène Jansson, Carl Larsson, August Strindberg e Anders Zorn. No parque estão expostas obras de Auguste Rodin, Johan Tobias Sergel e Gustav Vigeland.

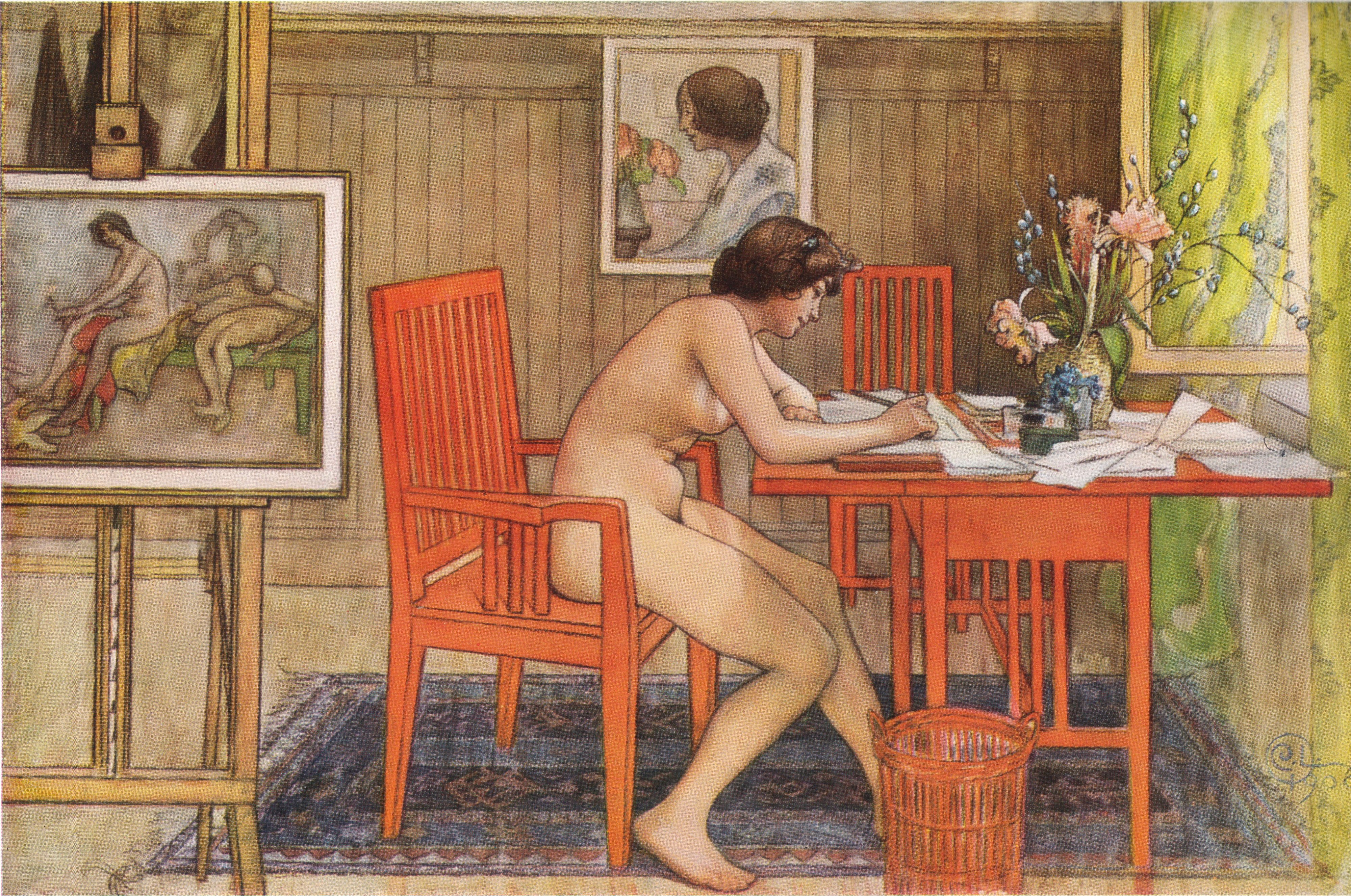
Carl Larsson Modellen skriver vykort
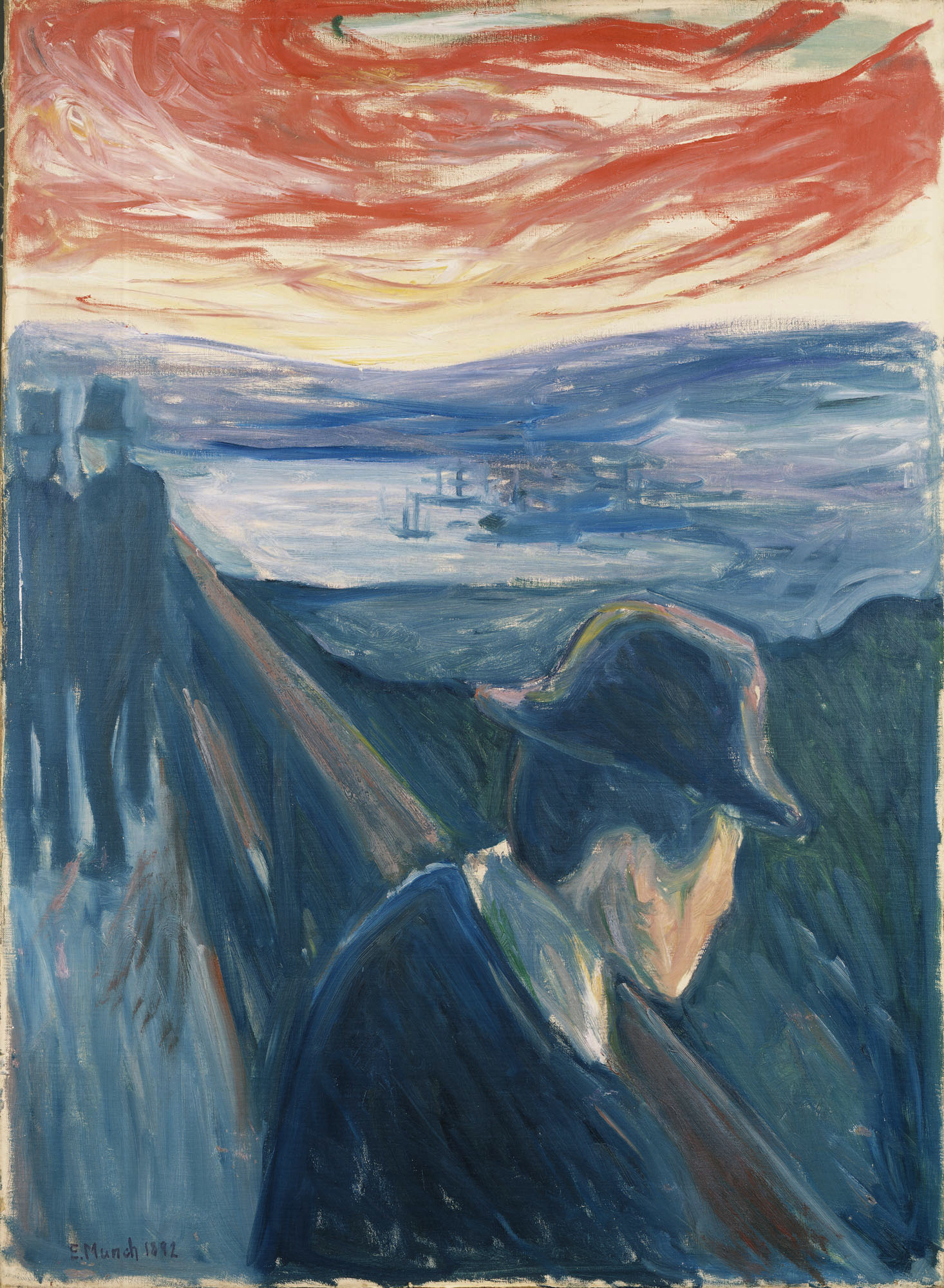
Edvard Munch Förtvivlan
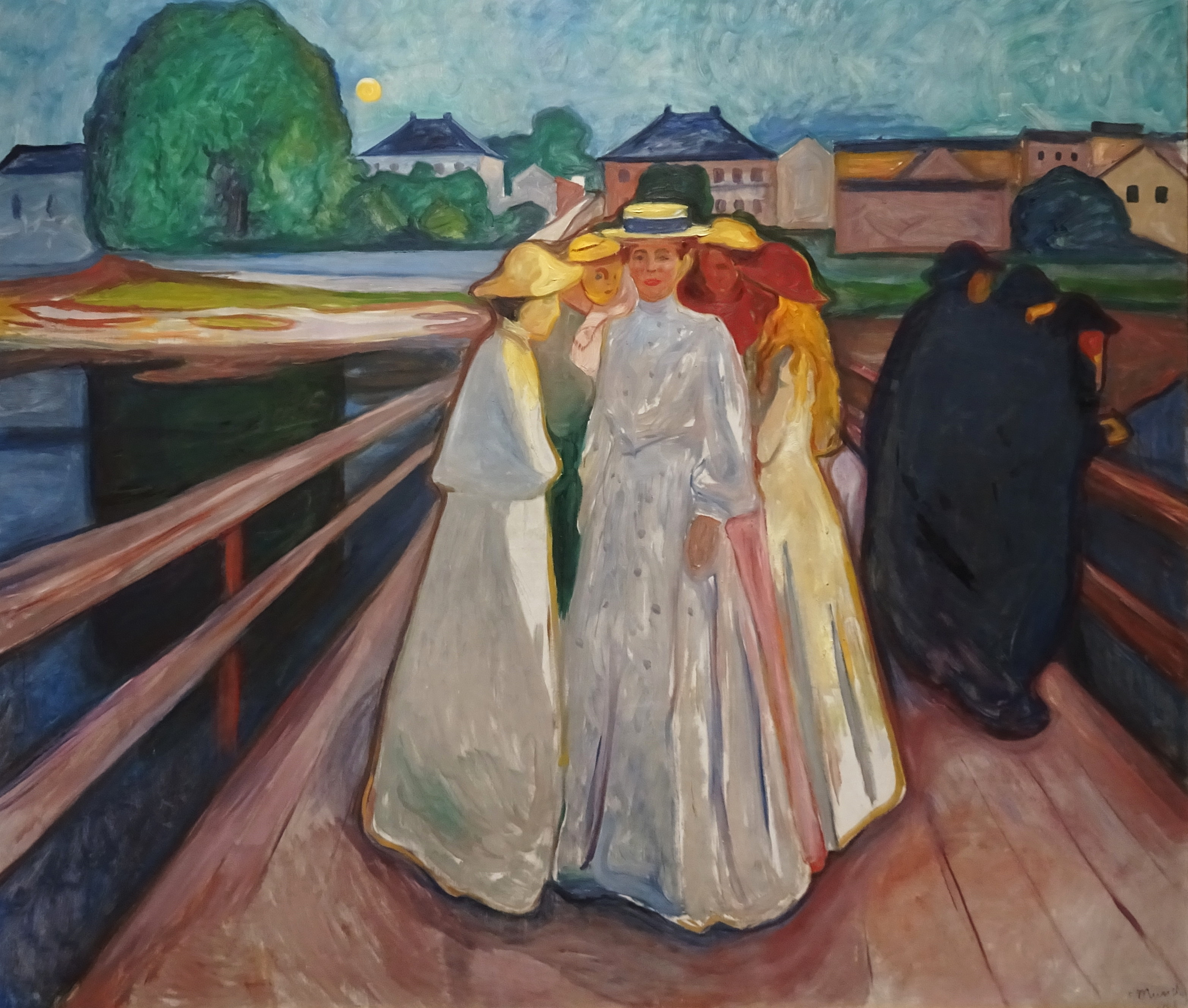
Edvard Munch På bron
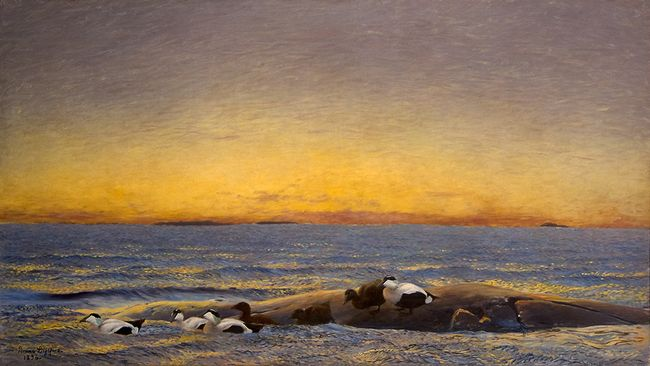
Bruno Liljefors Morgonstämning vid havet
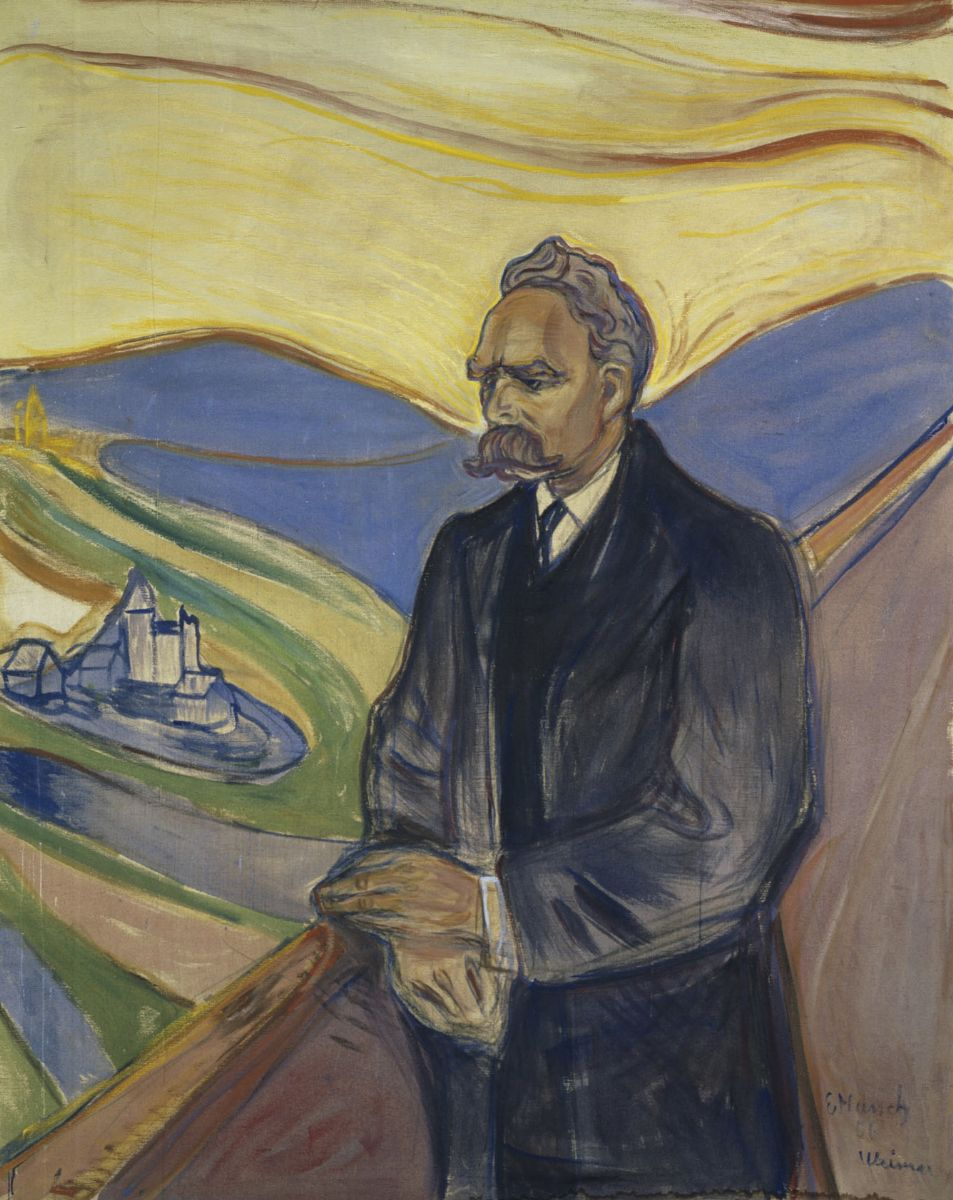
Edvard Munch Friedrich Nietzsche
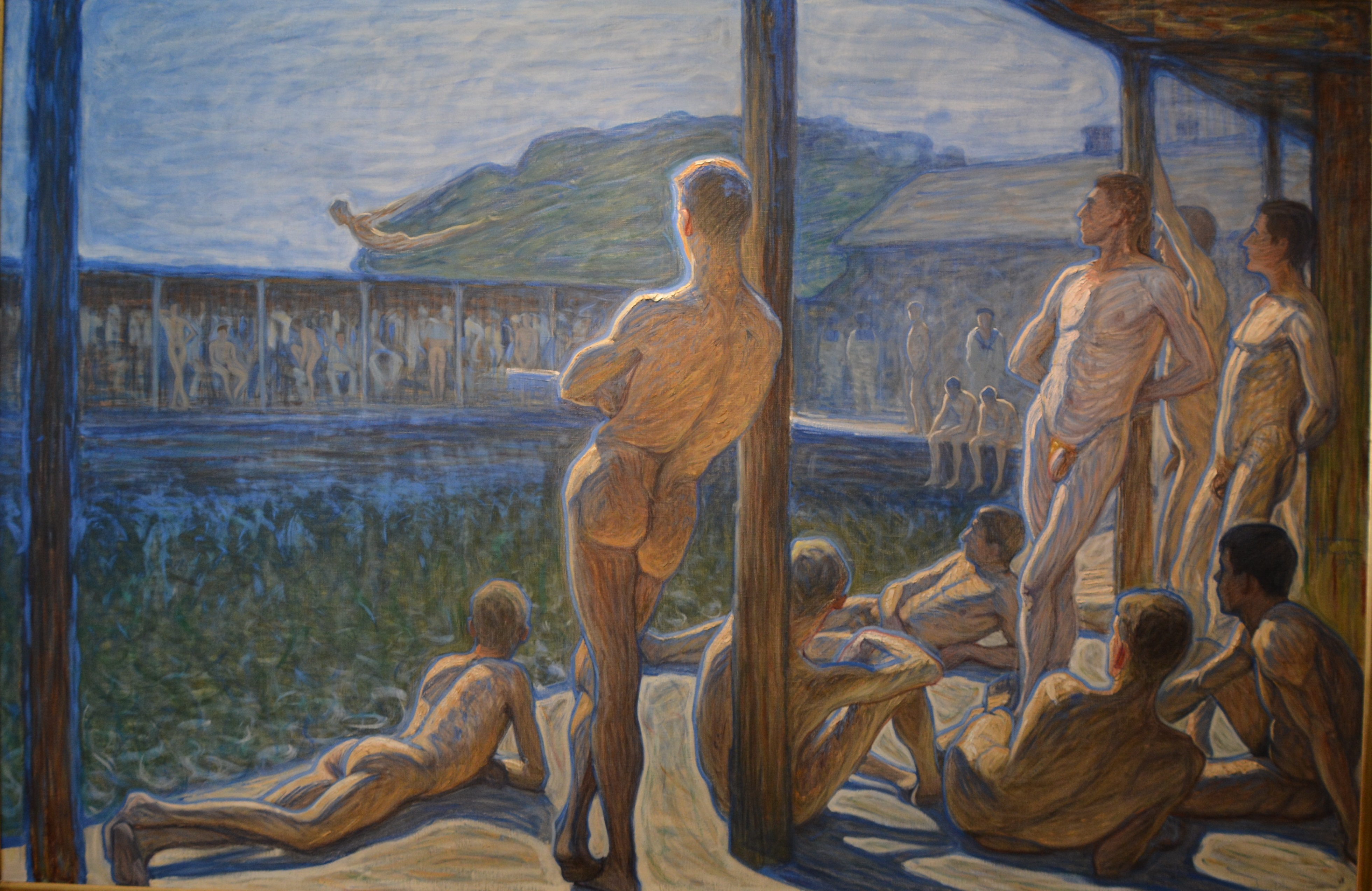
Eugène Jansson Flottans badhus
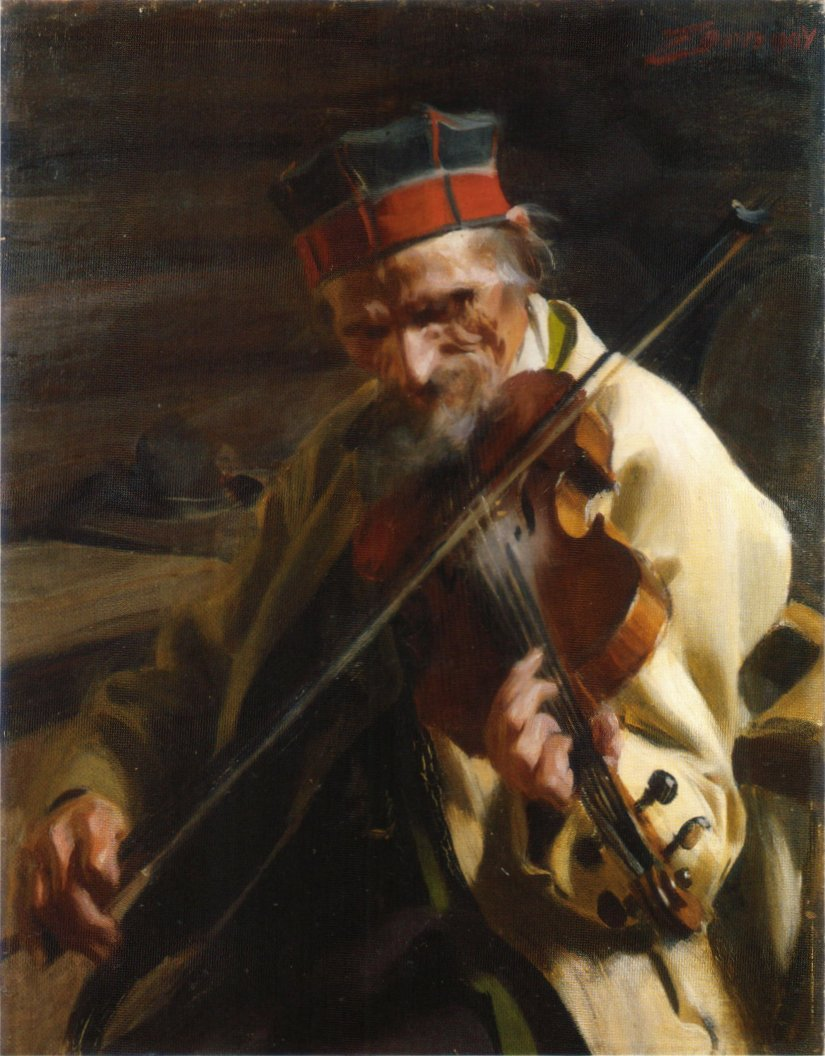
Anders Zorn Hins Anders
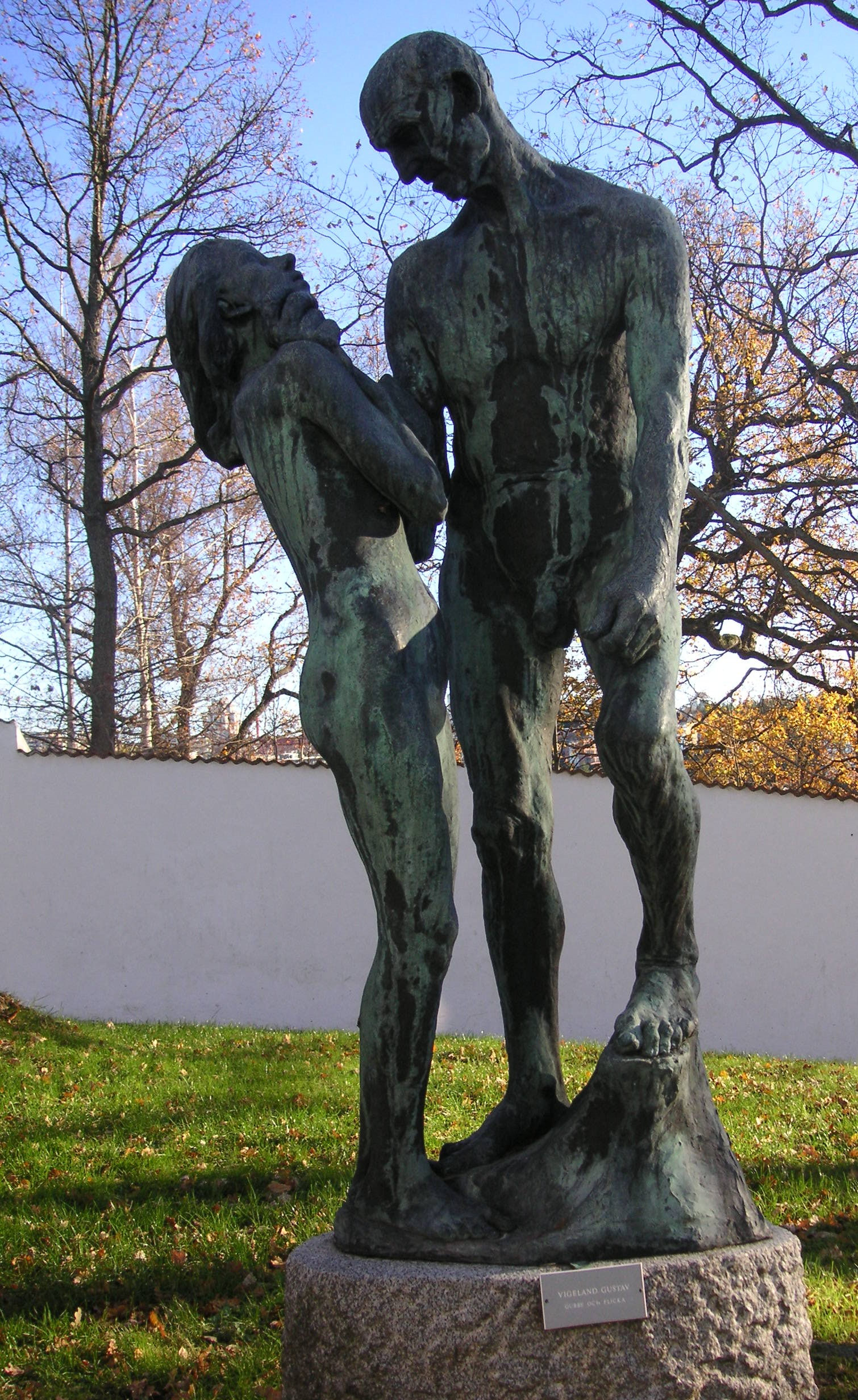
Gustav Vigeland Gubbe och flicka
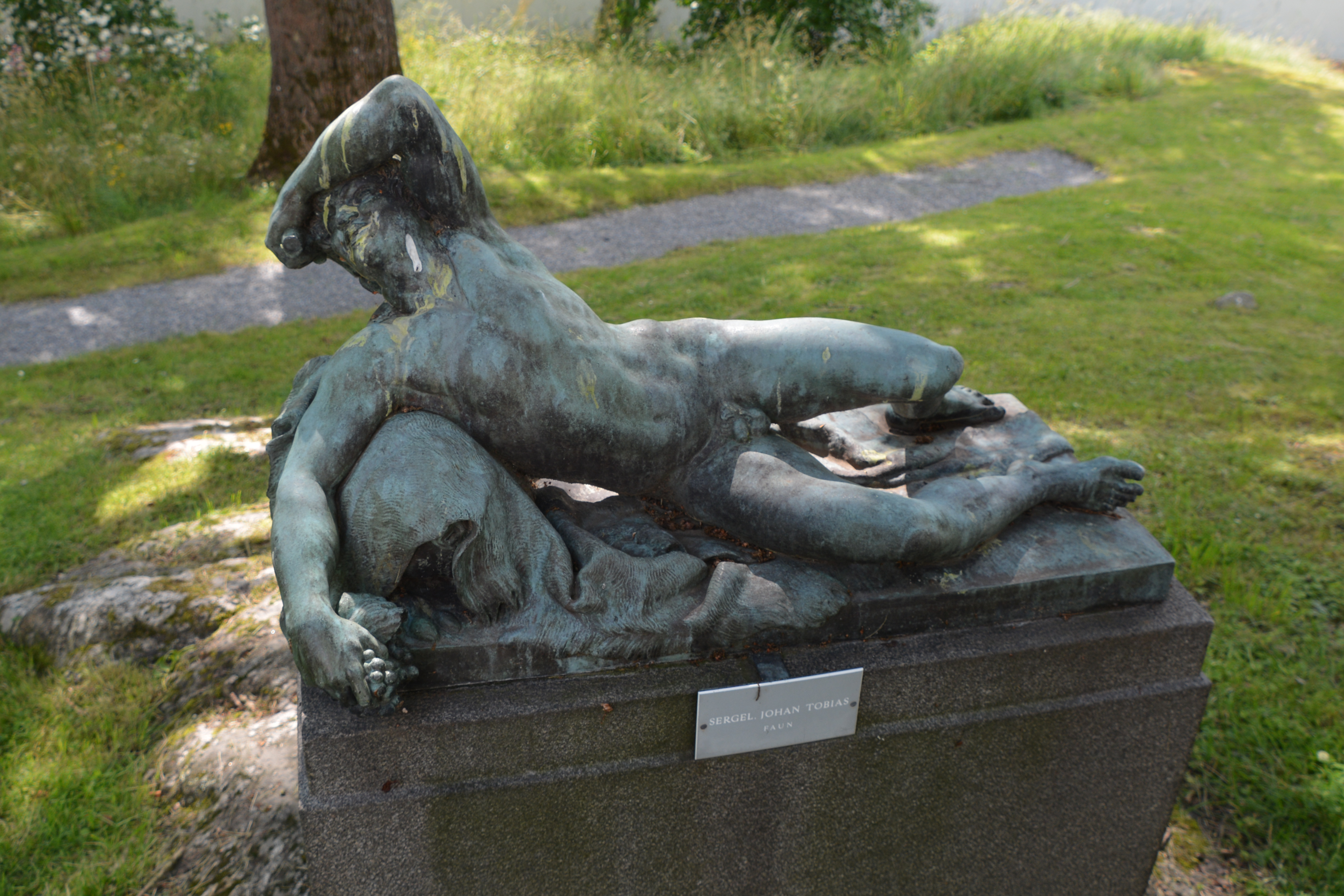
Johan Tobias Sergel Faun